# Maison d'Adam et Ève (Clermont-Ferrand)
Pour les articles homonymes, voir Maison d'Adam et Ève.

La maison d'Adam et Ève est un bâtiment d'habitation classé au titre des monuments historiques situé à Clermont-Ferrand, en France.

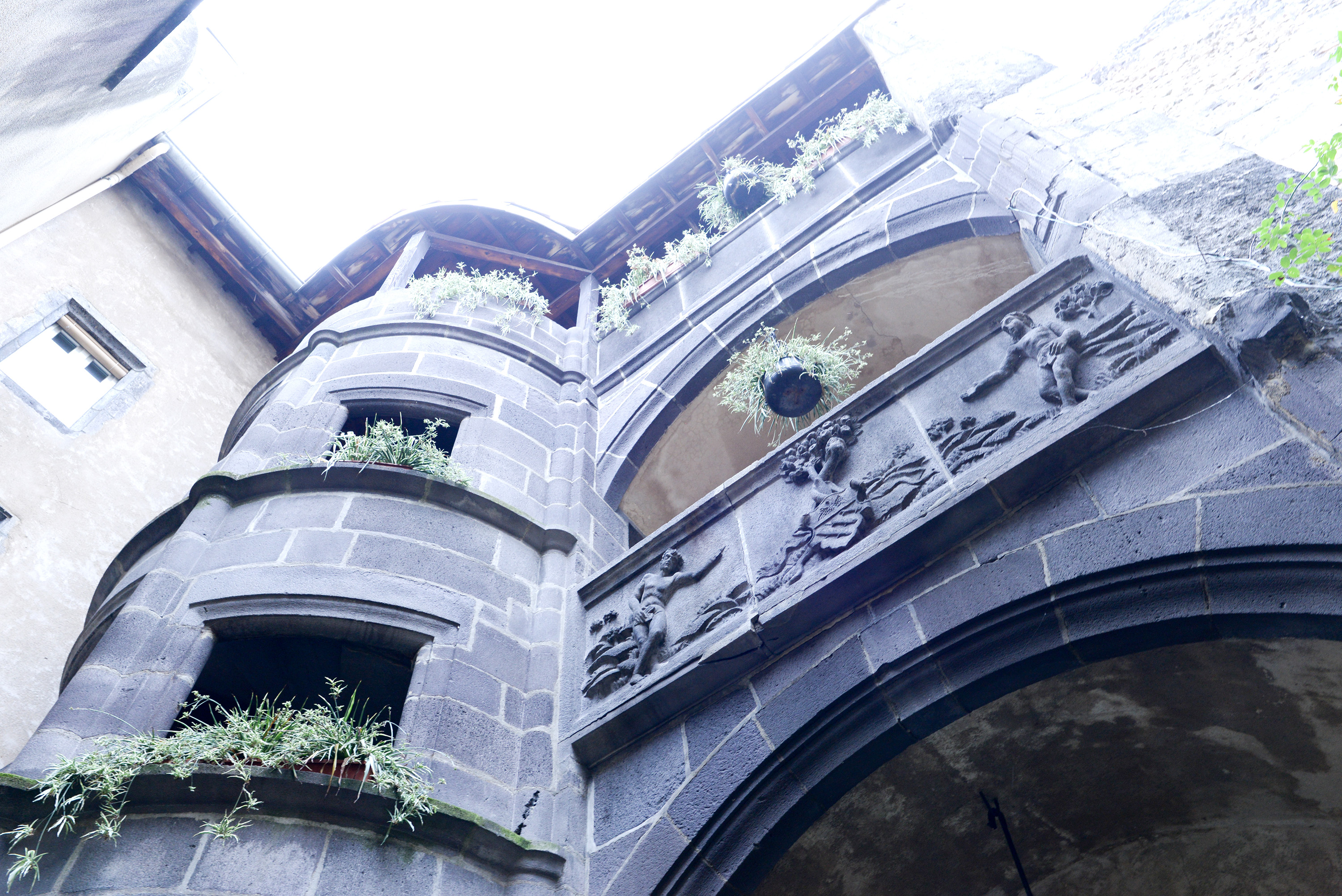
Tourelle d'escalier et galeries en pierre de Volvic.

## Localisation
La maison d'Adam et Ève est située au pied de l’église Notre-Dame-de-Prospérité, entre la rue Montorcier et la rue Sainte-Marie.

## Architecture

### Généralités
La maison d'Adam et Ève était composée de deux corps de bâtiment séparés par une cour et distribués par une tourelle d’escalier avec galeries. Le premier corps de bâtiment, construit au début du XIIIe siècle, donnait sur la rue Montorcier ; le second, construit au début du XVIe siècle, donne quant à lui sur la rue Sainte-Marie. La tourelle d’escalier, dont le haut-relief donne son nom à la maison, a également été édifiée à la fin du XVe siècle ou au début du XVIe siècle.

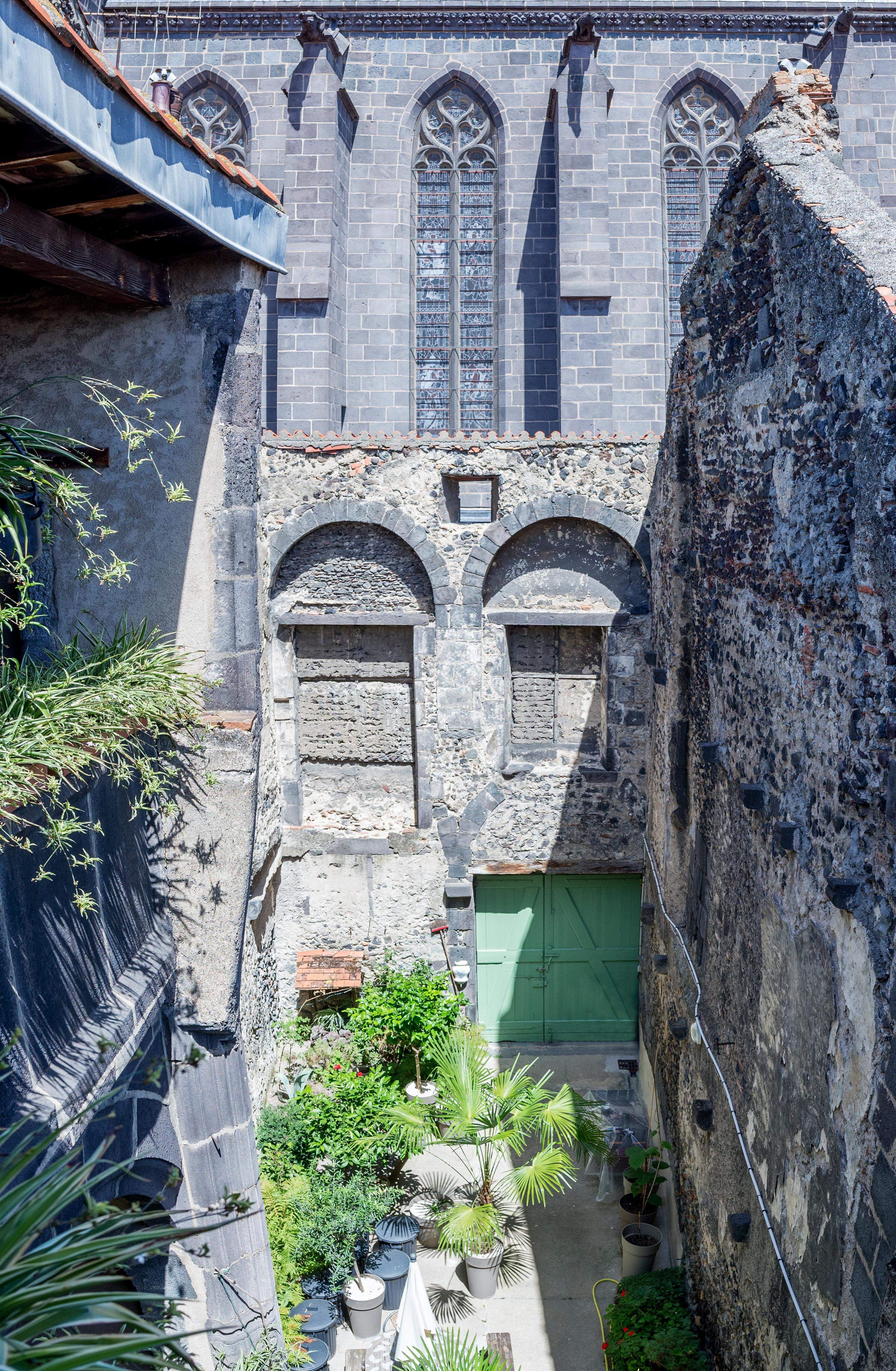
Emplacement de l'ancien corps de bâtiment donnant sur la rue Montorcier, dont il ne reste plus que la façade.

À une date inconnue mais postérieure au milieu du XIXe siècle, comme en témoigne une photographie du bâtiment encore en état, et antérieure à 1924, date à laquelle la maison est classée, le premier corps de bâtiment situé sur la rue Montorcier a été démoli, à l’exception de la façade sur rue.

### Corps de bâtiment donnant sur la rue Montorcier

#### Façade sur rue
La façade principale, qui seule subsiste du premier corps de bâtiment, donne sur la rue Montorcier. Cette façade est composée de deux niveaux, dont le premier à rez-de-chaussée est occupé par deux arcades en plein-cintre murées au XVe siècle, en continuité de celles de la maison de la Chantrerie voisine, et le second percé de deux baies en plein-cintre ornées d’archivoltes et de chapiteaux à double rang de crochets. Toutefois, ces deux baies ont été murées et repercées de deux fenêtres à croisées, également murées depuis, dont la modénature correspond au début du XVIe siècle.

#### Intérieur du bâtiment
De l’intérieur du bâtiment et de la façade sur cour, il ne reste aujourd’hui qu’une place vide prolongeant la cour préexistante et quelques fragments épars encore visibles sur les murs mitoyens. On distingue notamment les corbeaux en pierre qui supportaient les anciens planchers, le piédroit d’une fenêtre à croisées qui donnait auparavant sur la cour et l’embrasure des portes qui desservaient les étages depuis les galeries.

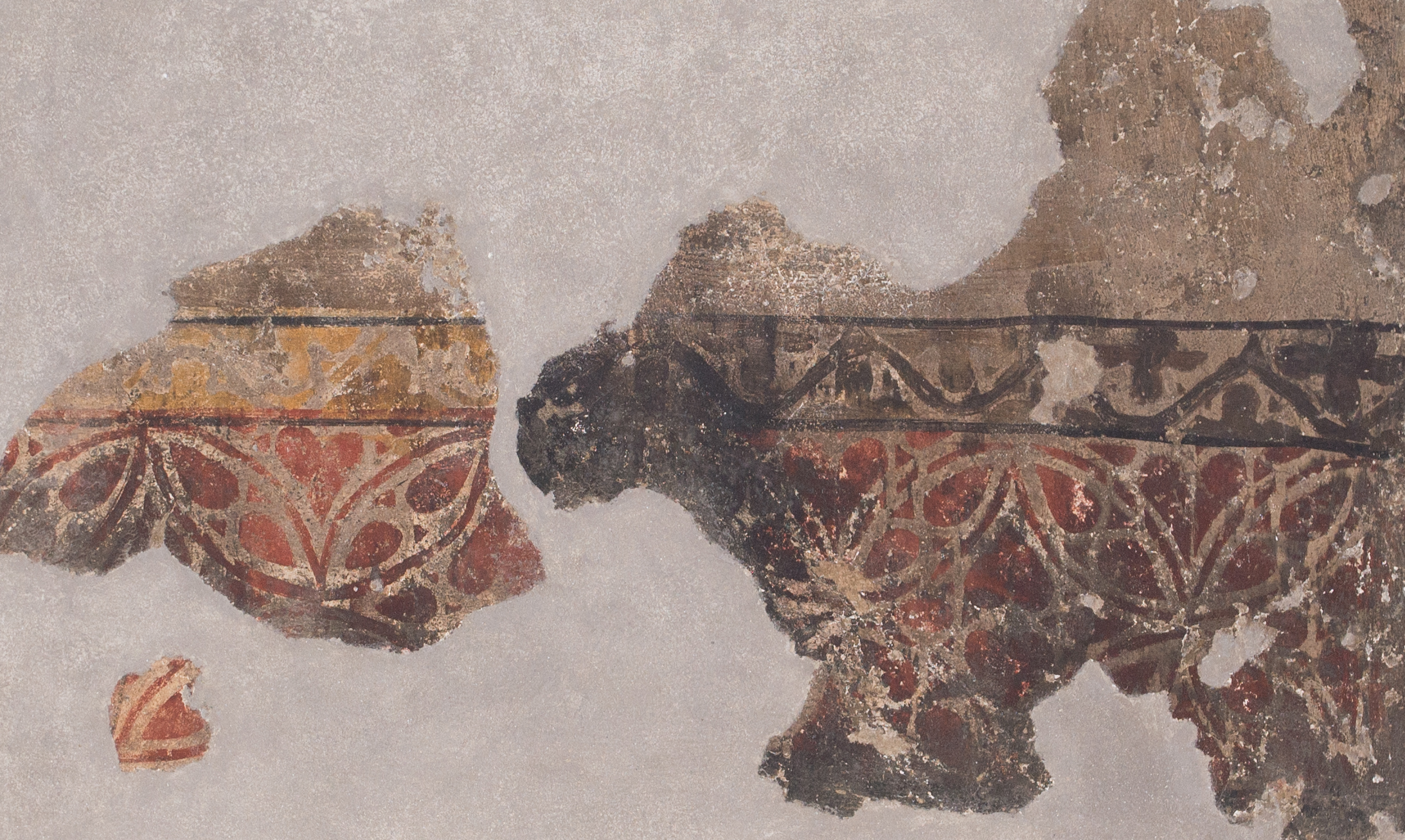
Seul fragment de la frise peinte à fresque qui ait été sauvé de la ruine en 1972.

En 1972, le dernier fragment d’une frise peinte à fresque, qui régnait au rez-de-chaussée sous le plancher du premier étage, a été soigneusement déposé et marouflé sur un panneau encore visible dans la maison.

### Corps de bâtiment donnant sur le rue Sainte-Marie
Ce corps de bâtiment, qui abrite deux étages d’habitation et un comble, est construit sur deux niveaux de caves voutées qui se développent sur toute la longueur de la construction, depuis la rue Sainte-Marie jusqu’à la rue Montorcier.

### Tourelle d'escalier et galeries

#### Description générale
Un escalier à vis a été construit au début du XVIe siècle afin de desservir les étages des deux corps de bâtiment, qui étaient séparés par une cour intérieure. Cet escalier est abrité dans une tourelle ajourée de quatre baies, qui se prolonge en galeries voutées en berceau. L’ensemble est exécuté en pierres de Volvic taillées et appareillées. 

#### Haut-relief de la Chute

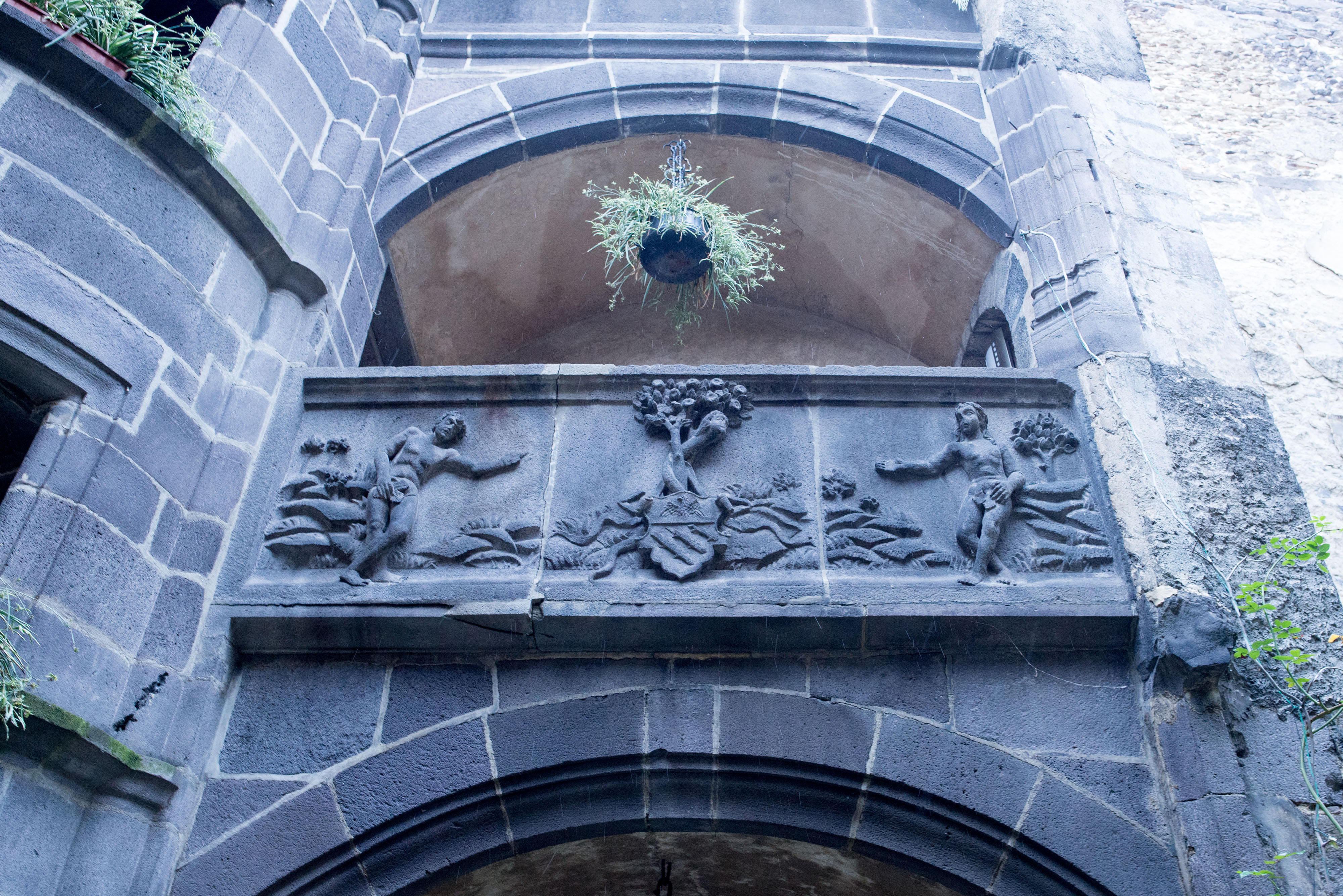
Balustrade pleine de la galerie où figure sculptée en haut-relief la scène de la Chute.

La galerie du premier étage est délimitée par une balustrade pleine sur laquelle est sculptée en haut-relief la scène de la Chute.
Au centre de la scène, un serpent à tête humaine s’enroule autour du tronc d’un pommier chargé de fruits. À droite et à gauche, Adam et Ève montrent chacun le serpent de la main, comme pour le dénoncer. La scène se passe après le péché puisque l’un et l’autre se couvrent d’une feuille de vigne. La représentation du serpent avec une tête humaine devait être courante puisqu’on la retrouve dans le tableau de Hugo van der Goes peint vers 1480 ou encore sculptée sur le portail de la cathédrale Notre-Dame de Paris.
Suspendu à l’arbre par un lacet, un écu porte les armes des familles, respectivement Montferrandaises et Lyonnaises, Mazuer et Souchon, à savoir un aigle noir sur fond d’or, pour l’une, et trois écots d’or sur fond d’azur, pour l’autre.

## Histoire
Les corps de bâtiment qui composent la maison d’Adam et Ève ont été construits et remaniés successivement au début du XIIIe siècle, à la fin du XVe siècle ou au début du XVIe siècle et plus récemment entre la fin du XIXe siècle et le début du XXe siècle.
Quoique certains aient supposé que le plus ancien corps de bâtiment faisait initialement partie d’une « loge des marchands », d’un édifice public, voire d’une demeure canoniale, les dernières analyses concluent plutôt qu’il s’agissait d’une maison typiquement clunisienne du XIIe siècle, où le rez-de-chaussée abritait les activités économiques et les étages, l’habitation.
La maison d’Adam et Ève était partagée en copropriété jusqu’à la fin du XIXe siècle, à partir de quoi la maison n’a plus appartenu qu’à un seul propriétaire à la fois. La maison est à présent occupée par le cabinet d’architecture Delcros associés.